# Тодорович, Войо
Войо Тодорович (при рождении Самуэль Лерер, ивр. וויו טודורוביץ'‎, сербохорв. Војо Тодоровић / Vojo Todorović; 12 марта 1914, Мостар — 5 октября 1990, Белград) — югославский хорватский военачальник, участник Народно-освободительной войны Югославии. Народный герой Югославии, редактор первого издания Военной энциклопедии Югославии.

## Краткая биография
Родился 12 марта 1914 в Мостаре в многодетной семье под именем Самуэль Лерер. Довоенная деятельность неизвестна. В 1933 году принят в Союз коммунистической молодёжи Югославии, через год вступил в КПЮ. С 1937 по 1939 годы участвовал в гражданской войне в Испании на стороне республиканцев.
В 1941 году Тодорович вступил в партизанское движение, где получил псевдоним Захария Лере. Командовал 1-й краинской пролетарской ударной бригадой в годы войны: с ней организовал нападение на аэродром Райловац в 1943 году около Белграда. Конец войны встретил в ранге командующего 10-й краинской дивизией. После войны был редактором первого издания Военной энциклопедии Югославии.
Скончался 5 марта 1990 в Белграде. Награждён рядом орденов и медалей, в том числе Орденом Народного героя Югославии (указ от 20 декабря 1951).